# Curtea Supremă de Justiție a Republicii Moldova

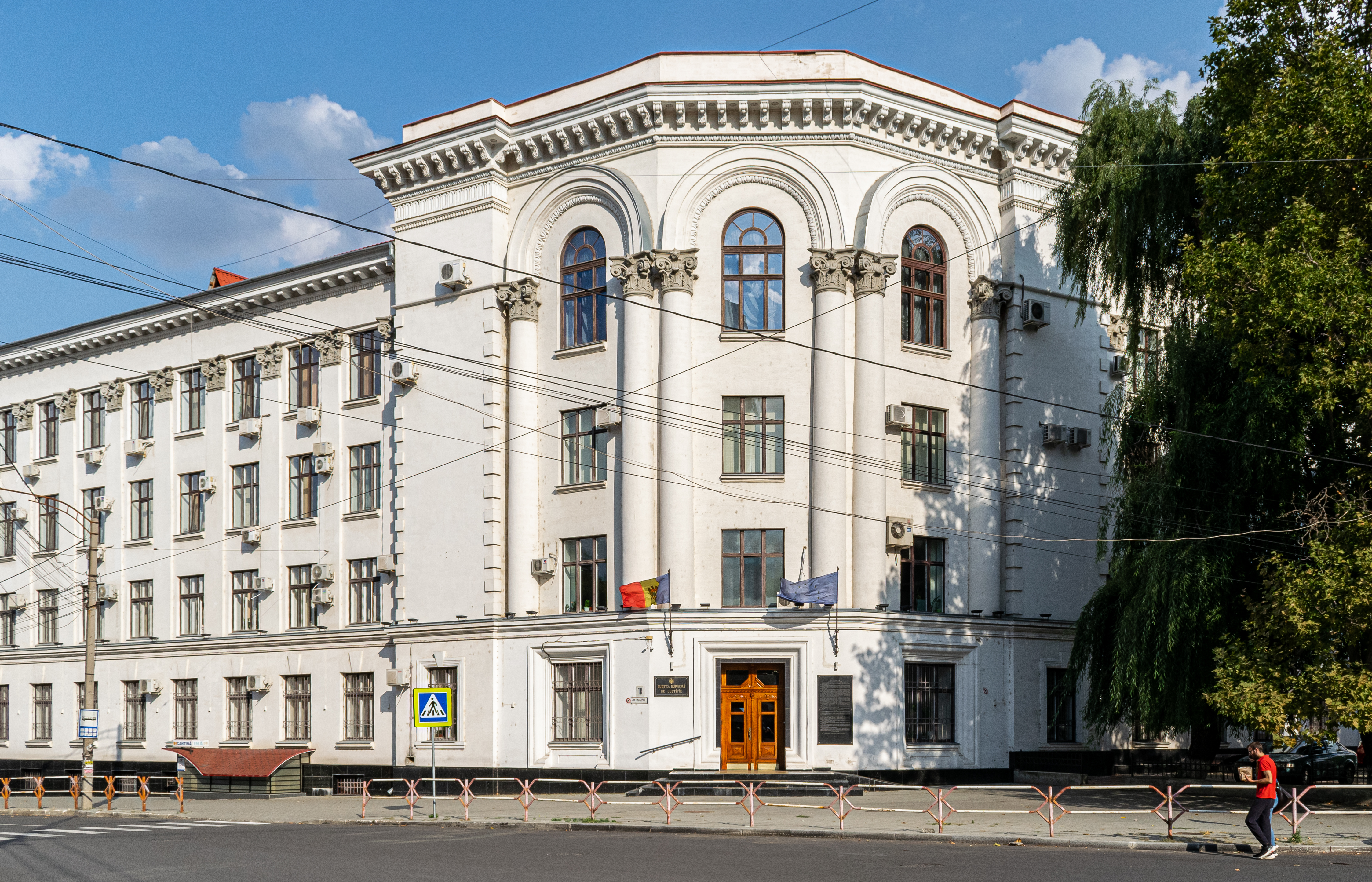
Curtea Supremă de Justiție a Republicii Moldova

Curtea Supremă de Justiție a Republicii Moldova este instanță judecătorească supremă în stat, are ca bază în activitatea sa principiile generale ale dreptului, iar scopul ei este purificarea actului de justiție prin eliminarea erorilor de fapt, prin interpretare și analiză, prin uniformizarea practicii judiciare. Astfel, instanța jurisdicțională supremă are sarcina să asigure aplicarea corectă și uniformă a legislației de către toate instanțele judecătorești, să soluționeze litigiile apărute în cadrul aplicării legilor, să garanteze responsabilitatea statului față de cetățean și a cetățeanului față de stat. În această instanță evoluează și se combină, după reguli specifice și precise, munca corpului magistraților, a personalului de specialitate și a celui auxiliar, cu legea și procedurile ei, cu experiența de viață, cu conștiința și credința, în general, a angajaților care activează în acest domeniu. 
Curtea Supremă de Justiție este organizată și funcționează în baza art. 114–121 din Constituția Republicii Moldova, în baza Legii nr. 789–XIII cu privire la Curtea Supremă de Justiție din 26 martie 1996, a altor legi, precum și a Regulamentului cu privire la organizarea și funcționarea Curții Supreme de Justiție, aprobat prin Hotărîrea Plenului acestei instanțe nr. 34 din 24 octombrie 2003.  
Ca în România, există instanțe de judecată civile, dar și militare. Cele militare, cu tot cu magistrați militari moldoveni, își au activitatea determinată de dispozițiile Legii nr. 836 din 17 mai 1996. De fapt, există o singură judecătorie militară, la Chișinău, și o singură Curte militară de Apel, tot acolo.  

## Activitate
Activitatea Curții Supreme de Justiție este determinată de competența și funcțiile speciale ale unei instanțe aflate în vîrful ierarhiei sistemului judiciar. Funcțiile acestei instanțe sunt concentrate asupra îndrumării instanțelor judecătorești pentru aplicarea și interpretarea corectă a legii în opera de înfăptuire a justiției. La stabilirea competențelor instanței supreme se ține seama de delimitarea atribuțiilor structurilor organizatorice ale acesteia. Astfel, potrivit normelor de organizare judecătorească și de procedură, Curtea Supremă de Justiție își realizează competența în cadrul Plenului și a trei colegii permanente: civil și de contencios administrativ, economic și penal. În funcție de anumite categorii de cauze, Plenul poate constitui și alte colegii, stabilindu-le durata lor de activitate.

## Atribuții
- Judecă recursurile în anulare împotriva hotărîrilor judecătorești în condițiile și pentru motivele prevăzute de lege.
- Judecă în primă instanță cauzele atribuite prin lege în competența sa.
- Soluționează, în cazurile prevăzute de lege, conflictele de competență, apărute între instanțele judecătorești.
- Soluționează cererile de strămutare a cauzelor.
- Sesizează Curtea Constituțională pentru a se pronunța asupra constituționalității actelor juridice.
- Generalizează, din oficiu, practica examinării cauzelor, adoptă și dă publicității hotărîri explicative privind aplicarea corectă și uniformă a normelor de drept.
- Examinează informațiile președinților instanțelor inferioare privind executarea justiției de către acestea.
- Acordă asistență metodică judecătorilor în chestiunile aplicării legislației.
- Exercită, în limitele competenței sale, atribuții care derivă din tratatele internaționale la care Republica Moldova este parte.

## Conducerea CSJ
- Stela Procopciuc – președintă interimară